# بهداشت‌کار دهان و دندان
بهداشت‌کار دهان و دندان یا هایژنیست دندان (به انگلیسی: Dental hygienist) متخصصی است که پس از طی کردن دوره‌های آموزش رسمی و معتبر در دانشکده‌های دندانپزشکی به ارائهٔ خدمات و سرویس در ارتباط با بهداشت دهان و دندان زیر نظر یک دندانپزشک یا به‌طور مستقل می‌پردازد.

## بهداشت‌کار دهان و دندان در ایران
در ایران به دلیل کمبود شدید دندانپزشک در مناطق شهری و نبود دندانپزشک در مناطق روستایی و عشایری آموزشکده بهداشت دهان در دانشگاه تهران در سال ۱۳۴۴ تأسیس شد. پس از انقلاب ۵۷ در سال ۱۳۶۰ با تصویب «قانون تربیت بهداشت‌کار دهان و دندان به منظور گسترش خدمات درمانی و بهداشتی در روستاها» وارد مرحلهٔ تازه‌ای شد و در حدود ۶۰۰۰ بهداشت‌کار دهان و دندان با تعهد ارائهٔ خدت ۶ ساله در مناطق روستایی و محروم تربیت و جذب شدند. این افراد پس از طی این دوره و پشت سر گذاردن یک آزمون می‌توانستند وارد دوره پزشکی دندانپزشکی شوند. روز تصویب این قانون در مجلس شورای اسلامی بنام روز دندانپزشک نیز نامگذاری گردید.

## وظایف و اختیارات بهداشت‌کار دهان و دندان در ایران
طبق آیین‌نامه «قانون تربیت بهداشت‌کار دهان و دندان به منظور گسترش خدمات درمانی و بهداشتی در روستاها» که توسط وزارت بهداری وقت تهیه شده‌است وظایف بهداشت کار در ماده ۱۰ به شرح ذیل ارائه شده‌است:
1. بهداشت‌کار برای تشخیص مجاز به معاینهٔ بیماران دهان و دندان و رادیوگرافی بوده و به درمان‌هایی که در شرح وظایف برای او مجاز شناخته شده اقدام و موارد خارج از صلاحیت خود را به مرکز ذی‌صلاح ارجاع می‌دهد.
2. بهداشت‌کار می‌تواند در حدود صلاحیت فنی خود بیمار را جهت انجام برخی آزمایش‌های پاراکلینیکی فقط به آزمایشگاه‌های بهداری محل معرفی نماید.
3. بهداشت‌کار جهت ارتقاء سطح بهداشت دهان افراد جامعه ضمن انجام خدمت خود موظف به آموزش فردی و گروهی به صورت مستقیم یا از طریق رسانه‌های گروهی بر طبق برنامه تنظیم شده مراکز آموزشی بهداشتی، درمانی می‌باشد.
4. بهداشت‌کار برای حفظ بهداشت دهان و دندان افراد جامعه مجاز به جرم‌گیری و بروساژ دندان‌ها می‌باشد.
5. بهداشت‌کار مجاز به بیرون آوردن (کشیدن) دندان‌های عادی و عقل و ریشه‌های قابل رؤیت می‌باشد. جراحی دندان‌های عقل و دندان‌ها و ریشه‌های غیرعادی یا نهفته در الوئل از حدود صلاحیت فنی بهداشت‌کار خارج می‌باشد.
6. بهداشت‌کار مجاز به ترمیم (پر کردن) دندان‌های پوسیده در حد مینا و عاج می‌باشد. پولیکدمی و درمان کانال ریشه از حدود صلاحیت فنی بهداشت کار خارج است.
7. بهداشت‌کار جهت بازتوانی دستگاه جونده فقط مجاز به ساختن دست دندان کامل و پلاک‌های پارسیل اگریلیک می‌باشد.[۵]

طبق ماده ۱۱ و ۱۲ آیین‌نامه مربوط اختیارات بهداشت‌کار "بهداشت‌کار حق نوشتن نسخه نداشته و داروهای مصرفی جهت خدمات مجاز منحصراً بوسیلهٔ شبکه‌های بهداری تأمین می‌گردد. خروج از حدود اختیارات و وظایف فوق دخالت غیر مجاز در امور پزشکی و تابع قوانین جزایی مربوطه می‌باشد."